# Stanisław Egbert Koźmian
Stanisław Egbert Koźmian (21 avril 1811–23 avril 1885) est un écrivain polonais, principalement connu pour ses traductions en polonais de pièces de Shakespeare.

## Biographie
Né à l'époque du duché de Varsovie devenu en 1815 royaume de Pologne (dont le roi est le tsar de Russie), il fait ses études secondaires au Lycée de Varsovie (Liceum Warszawskie), ses études supérieures à l'université de Varsovie.
Il prend part, ainsi que son frère Jan Koźmian (en), à l'insurrection de novembre 1830 contre Nicolas Ier ; après la défaite des insurgés en septembre 1831, il se réfugie en Angleterre.
Koźmian se met alors à traduire en polonais l'œuvre de Shakespeare, travail qui n'est pas achevé à sa mort. Il traduit également des poèmes de Lord Byron, John Moore, Robert Southey, Percy Shelley, William Cowper, ainsi que des passages de Campbell sur la Pologne.
Secrétaire de la Society of Friends of Poland, il entre en relation avec Lord Dudley Stuart, un des principaux hommes politiques favorables à la cause polonaise.
Il finit par quitter l'Angleterre et s'installe à Posen, dans le grand-duché de Posen, partie de l'ancienne Pologne contrôlée par la Prusse (et non par la Russie), où il devient président de la Poznań Society of Friends of Learning (en).

## Œuvre
Le poème de Koźmian le plus connu à son époque est To the Masters of the Word, adressé à Mickiewicz, Krasiński et Zaleski en 1846. Il était particulièrement un disciple de Krasiński.
Sa prose est principalement composée d'essais publiés pour la plupart dans les deux volumes intitulés Angleterre et Pologne. Le premier volume est descriptif : ce que les Anglais pensent et savent de la Pologne, les sentiments qu'ils ont envers ce pays, pour quelle raison la majorité des Anglais sont indifférents au sort de la Pologne… Le second volume parle des institutions, de la vie, de la politique et de la littérature anglaises.
Il a écrit de nombreux articles, surtout politiques. En tant que journaliste, il suivait une ligne catholique impopulaire et était peu connu à cette époque dans cette fonction.